# Club de bridge

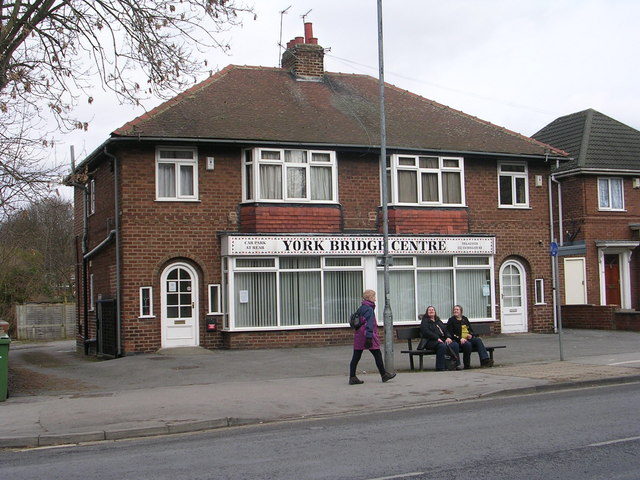
Entrée du club de bridge à York (Royaume-Uni)

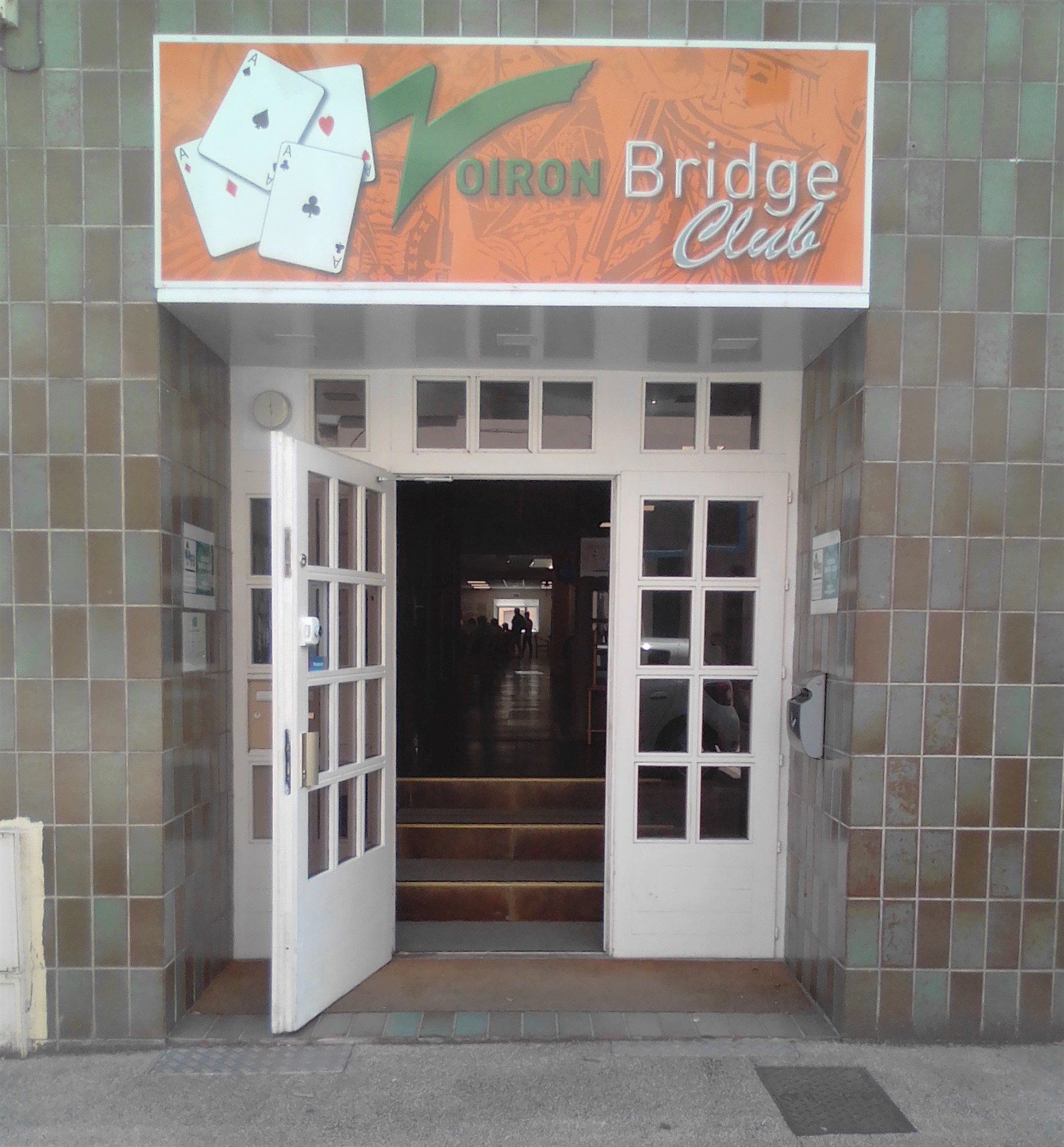
Entrée du club de bridge de Voiron (France)

Un club de bridge ou « Bridge club » est un organisme, constitué ou non en société ou en association et qui offre des installations permettant à ses membres de jouer régulièrement au bridge.

## Définition
D'origine anglo-saxonne à l'instar du jeu de cartes du même nom, le club de bridge (« bridge club », en anglais) est une organisation de personnes intéressées à pratiquer cette activité ludique. Cette organisation peut être structurée en association, les adhérents pouvant ainsi utiliser une ou plusieurs salles laissés à leur disposition pour pratiquer ce jeu. 

## Organisation
En France, la plupart de ces clubs sont affiliés à la fédération française de bridge. Ces clubs organisent régulièrement des rencontres, de tournois de régularité. Ces clubs proposent également des cours d'initiation ou de perfectionnement selon les méthodes pédagogiques préconisées par la fédération, celle-ci formant les enseignants et les arbitres diplômés détachés auprès de ces clubs.

## Histoire
Originaire de l'Empire Ottoman, le whist devenu le bridge whist, puis le bridge grâce à une modification des règles du jeu, se développe dans les cercles de diplomates européens ou sont fondés les premiers clubs.  La première compétition de bridge est organisée à New-York en 1893 et le premier code de bridge rédigé au Whist Club de New-York en 1897. En 1973, on comptait plus de 700 000 affiliés dans 125 états, répartis dans un grand nombre de clubs.